# Otte Brockenhuus
Otte Brockenhuus (16. februar 1529 på Vollerslev – 1. juni 1594) var en dansk rentemester, søn af Johan Brockenhuus til Vollerslev og Geske Tidemand.

## Liv og virke
Brockenhuus blev født på slægtens stamsæde, af hvilket han efter sine forældres død blev ejer. I sin ungdom rejste han udenlands og studerede i Wittenberg, hvor han 1551 blev immatrikuleret. Efter sin hjemkomst tog han tjeneste i Kancelliet, vist nok fra 1555, i hvilket år han fik forlening på et kannikedømme i Aarhus. I 1562 fik han ærkedegnedømmet sammesteds.

## Rentemester
Til rentemester blev han beskikket i 1569 og fik året efter Romsdalens Len i Norge samt et kannikedømme i Roskilde. Begge disse forleninger beholdt han, efter, at han ved nytårstid 1574 havde taget afsked som rentemester, og han tog derfor fast ophold på sin kannikegaard i Roskilde, hvor han døde.

## Hustruen
Han var gift med Karen Jørgensdatter Venstermand, der døde 22. oktober 1588.